# 藏霞古洞
藏霞古洞，位于中国广东省清远市飞来峡，为清远市的一个省级文物保护单位，类型为古建筑，公布时间为2008年11月。
藏霞古洞的历史年代为清同治年間。